# Championnat des Îles Turques-et-Caïques de football 2012
Navigation
Édition précédente Édition suivante
La saison 2012 du championnat des Îles Turques-et-Caïques de football est la quatorzième édition de la WIV Provo Premier League, le championnat de première division des Îles Turques-et-Caïques.
Le Provopool FC, tenant du titre, ne participe pas à cette édition du championnat disputée par cinq équipes. Après huit journées de compétition, c'est le Cheshire Hall FC qui remporte son premier titre de champion des Îles Turques-et-Caïques.

## Les équipes participantes
| \| Providenciales : AFC Academy Cheshire Hall SWA Sharks Providenciales \| Localisation des équipes engagées. |
| Providenciales : AFC Academy Cheshire Hall SWA Sharks Providenciales                                          |

| Équipe        | Classement 2010-2011 | Ville (île)                                      | Stade                  |
| ------------- | -------------------- | ------------------------------------------------ | ---------------------- |
| AFC Academy   | 2e                   | Providenciales (Providenciales)                  | TCIFA National Academy |
| SWA Sharks    | 4e                   | Grace Bay (Providenciales)                       | TCIFA National Academy |
| Cheshire Hall | Nouvelle équipe      | Cheshire Hall and Richmond Hill (Providenciales) | TCIFA National Academy |
| HAB FC        | Nouvelle équipe      |                                                  |                        |
| Pedagogue FC  | Nouvelle équipe      |                                                  |                        |

Légende des couleurs
- Tenant du titre
- Nouvelle équipe

## Compétition

### Classement
Le barème de points servant à établir le classement se décompose ainsi :
- Victoire : 3 points
- Match nul : 1 point
- Défaite : 0 point

| Rang | Équipe            | Pts | J | G | N | P | Bp | Bc | Diff |
| ---- | ----------------- | --- | - | - | - | - | -- | -- | ---- |
| 1    | Cheshire Hall (N) | 22  | 8 | 7 | 1 | 0 | 34 | 8  | +26  |
| 2    | SWA Sharks        | 16  | 8 | 5 | 1 | 2 | 19 | 10 | +9   |
| 3    | AFC Academy       | 8   | 8 | 2 | 2 | 4 | 15 | 23 | -8   |
| 4    | Pedagogue FC (N)  | 7   | 8 | 2 | 1 | 5 | 20 | 25 | -5   |
| 5    | HAB FC (N)        | 4   | 8 | 1 | 1 | 6 | 10 | 32 | -22  |

|  | Champion des Îles Turques-et-Caïques 2012 |
|  | T : Tenant du titre (N) : Nouvelle équipe |

## Bilan de la saison
| Championnat des Îles Turques-et-Caïques de football 2012 |                              |
| Champion                                                 | Cheshire Hall FC (1er titre) |
| Dauphin                                                  | SWA Sharks                   |
| Qualifications continentales                             |                              |
| CFU Club Championship 2013                               | Aucun inscrit                |